# ليغا برو 1994-95
ليغا برو 1994-95 (بالبرتغالية: Liga de Honra de 1994–95‏) هو موسم من ليغا برو. فاز فيه نادي ليسا ‏.